# San Pedro del Gallo (Durango)
San Pedro del Gallo è un comune del Messico, situato nello stato di Durango.